# Юридическая энциклопедия (2001)
Юриди́ческая энциклопе́дия — однотомная энциклопедия юридической тематики на русском языке. Вышла под эгидой Института государства и права РАН и редакцией академика РАН Б. Н. Топорнина.

## Редакция

### Редакционная коллегия
- академик Б. Н. Топорнин, главный редактор;
- член-корреспондент РАН Е. А. Лукашева;
- доктор юридических наук, профессор И. А. Иконицкая;
- кандидат юридических наук Т. А. Васильева, ответственный секретарь.

### Руководители разделов
- Аграрное право — доктор юридических наук, профессор З. С. Беляева
- Административное право — кандидат юридических наук Н. Г. Салищева
- Арбитражный и гражданский процесс — доктор юридических наук, профессор Т. Е. Абова и доктор юридических наук, профессор М. С. Шакарян
- Атомное право — доктор юридических наук А. И. Иойрыш
- Гражданское право — доктор юридических наук, профессор Т. Е. Абова
- Земельное право — доктор юридических наук, профессор И. А. Иконицкая
- История государства и права зарубежных стран — доктор юридических наук, профессор В. Г. Графский
- История государства и права России — доктор юридических наук, профессор Е. А. Скрипилёв
- История политических учений — доктор юридических наук Л. С. Мамут
- Конституционное право — доктор юридических наук, профессор В. Е. Чиркин
- Международное публичное право — доктор юридических наук, профессор Н. А. Ушаков
- Международное частное право — доктор юридических наук, профессор М. М. Богуславский
- Местное самоуправление — доктор юридических наук И. И. Овчинников
- Налоговое право — кандидат юридических наук Р. Ф. Захарова
- Права человека — член-корреспондент РАН Е. А. Лукашева
- Предпринимательское, банковское, финансовое право — кандидат юридических наук Занковский С.С.
- Римское право — доктор юридических наук Д. В. Дождев
- Семейное право — доктор юридических наук А. М. Нечаева
- Теория государства и права — академик В. С. Нерсесянц, кандидат юридических наук В. А. Четвернин
- Трудовое право — кандидат юридических наук Г. С. Скачкова
- Уголовное и уголовно-исполнительное право — доктор юридических наук, профессор А. В. Наумов
- Уголовный процесс — доктор юридических наук, профессор И. Л. Петрухин
- Экологическое право — доктор юридических наук, профессор М. М. Бринчук

## Авторы
| - Т. Е. Абова - Е. Б. Абросимова - А. С. Автономов - А. А. Александров - А. Л. Алферов - М. П. Бардина - И. Л. Бачило - Г. С. Башмаков - Р. С. Белкин - Е. В. Бельская - З. С. Беляева - Е. А. Богатых - И. Ю. Богдановская - А. Т. Боннер - М. В. Боровский - С. В. Бородин - С. Н. Братусь - М. М. Бринчук - Л. И. Булгакова - Н. В. Варламова - Е. Н. Васильева - Т. А. Васильева - Е. Ю. Веденеев - Г. В. Вельяминов - Е. А. Виноградова - С. Е. Вицин - Н. Н. Вознесенская - О. В. Воробьёва - О. А. Гаврилов - В. Г. Графский - Н. А. Громошина - Р. Е. Гукасян - Д. В. Дождев - Е. М. Доровских - О. Л. Дубовик - С. Н. Дудкин | - Н. Н. Ефремова - Н. Г. Жаворонкова - Э. Г. Жукова - С. С. Занковский - Р. Ф. Захарова - В. П. 3веков - И. С. Зыкин - С. А. Иванов - И. В. Игитова - И. А. Иконицкая - А. И. Иойрыш - А. Ю. Кабалкин - Е. В. Кабатова - В. П. Казимирчук - Т. Г. Калиниченко - Л. М. Карнозова - В. А. Карташкин - С. Г. Келина - В. М. Клеандрова - Я. Ю. Климов - А. М. Ковалёв - А. И. Ковлер - М. И. Козырь - О. С. Колбасов - Н. С. Колесова - Н. В. Колотова - А. С. Комаров - Л. В. Корбут - С. В. Королёв - Н. И. Краснов - Г. Л. Кригер - С. В. Крылов - В. Н. Кудрявцев - Г. А. Кудрявцева - А. В. Кукин - Б. П. Курашвили - В. В. Лазарев - Т. П. Лазарева | - В. В. Лапаева - Л. Е. Лаптева - А. М. Ларин - С. Н. Лебедев - И. А. Ледях - Л. Ф. Лесницкая - Н. Ф. Лопатина - Е. А. Лукашева - И. И. Лукашук - И. Н. Лукьянова - В. В. Лунеев - Е. А. Макарова - Л. Б. Максимович - Л. С. Мамут - Н. И. Марышева - Т. М. Медведева - А. Л. Меламед - В. А. Мизилин - Г. В. Минх - Е. В. Мирошниченко - М. Н. Михайлов - А. П. Мовчан - И. М. Музалевская - Г. И. Муромцев - А. В. Наумов - В. И. Некрасов - В. С. Нерсесянц - А. М. Нечаева - А. С. Никифоров - М. А. Никифорова - Т. Е. Новицкая - А. В. Облонский - И. И. Овчинников - Ю. С. Овчинникова - О. В. Орлова - А. Ю. Осинцев - Е. А. Павлова | - Э. И. Павлова - А. И. Пашинский - С. Г. Пепеляев - И. Л. Петрухин - О. А. Пирожков - В. Н. Плигин - С. В. Полубинская - А. В. Попов - В. В. Пустогаров - М. В. Пучкова - И. М. Пятилетов - В. А. Рассудовский - Л. А. Ревенко - Ю. А. Розенбаум - М. Г. Розенберг - А. А. Рубанов - Э. Н. Рудаков - Т. С. Румянцева - А. А. Рыжов - В. Б. Рыжов - В. М. Савицкий - Н. Г. Салищева - О. А. Самончик - А. Г. Светланов - Л. А. Сергиенко - М. И. Сизиков - Г. С. Скачкова - Е. А. Скрипилев - В. Р. Скрипко - М. М. Славин - В. В. Смирнов - С. Е. Соловьёва - Н. И. Соловяненко - С. А. Сосна - И. М. Степанов - А. Г. Сушкевич - Л. Р. Сюкияйнен | - А. А. Тарасов - М. В. Телюкина - Ю. А. Тимохов - В. В. Толстошеев - Г. А. Тосунян - К. Ю. Тотьев - А. А. Транин - П. Я. Трубников - Е. Е. Уксусова - Е. Т. Усенко - В. В. Устюкова - Н. А. Ушаков - В. И. Фадеев - Л. П. Фомина - С. В. Фомина - О. А. Хазова - Н. Ю. Хаманева - А. И. Черкасов - С. А. Чернышева - В. А. Четвернин - В. И. Чехарина - В. Е. Чиркин - С. В. Чиркин - Г. В. Чирков - А. В. Шавров - М. С. Шакарян - Н. А. Шебанова - Г. А. Шевченко - Б. А. Шеломов - К. Ф. Шеремет - Е. В. Шорина - А. А. Шугаев - Д. В. Шутько - Ю. М. Юмашев - О. Н. Юнина - А. Ю. Якимов - А. М. Яковлев - К. Б. Ярошенко - С. А. Яскин |

## Содержание
В энциклопедии содержится почти 2300 статей, которые охватывают все значимые для современной России отрасли права и законодательства. Помимо отраслевых юридических наук, раскрывается содержание понятий теории государства и права, исторические учения о праве и государстве.
Авторами теоретико-правового раздела явились такие учёные, как В. С. Нерсесянц, Н. В. Варламова, В. В. Лазарев, В. А. Четвернин, Е. В. Кабатова.
Уголовно-правовой, уголовно-исполнительный и криминологический разделы написаны такими известными криминалистами, как С. В. Бородин, С. Е. Вицин, О. Л. Дубовик, С. Г. Келина, Г. Л. Кригер, В. Н. Кудрявцев, В. В. Лунеев, А. В. Наумов, А. С. Никифоров, А. М. Яковлев и др.
В числе авторов раздела «Административное право» такие учёные, как И. Л. Бачило, Ю. А. Розенбаум, Н. Г. Салищева, Л. А. Сергиенко, Н. Ю. Хаманева, А. И. Черкасов, Е. В. Шорина и др.

## Оценки
В рецензии В. Т. Кабышева, Н. М. Конина, Н. А. Лопашенко и Н. И. Матузова, опубликованной в журнале «Правоведение», труд авторов и составителей энциклопедии был оценён высоко. Было отмечено, что издание энциклопедии стало «крупным событием в научной жизни, творческой деятельности учёных, исследователей, а также заинтересованных читателей».

## Издание
- Юридическая энциклопедия / Ин-т гос-ва и права Рос. акад. наук; Под общ. ред. Б. Н. Топорнина. — М. : Юристъ, 2001. — ix, [1], 1267 с. ISBN 5-7975-0429-4 Тираж: 8000